# Cosmétovigilance
La cosmétovigilance est l'activité consistant à surveiller de manière systématique les éventuels effets indésirables des produits cosmétiques sur la santé humaine. Cette activité incombe aux fabricants et distributeurs des produits cosmétiques. Elle s'appuie sur la déclaration des effets indésirables par les utilisateurs, ainsi que les informations connexes d'utilisation (mésusage, allergie préalable connue...). L'enregistrement et l'exploitation de ces déclarations a pour but de traiter à la fois le produit incriminé, et d'exploiter ces informations dans un but de prévention. En d'autres termes, cette base permet aux fabricants de répondre à l'obligation légale de déterminer que les produits et les ingrédients sont sûrs avant leur commercialisation et aux organismes de santé de s'appuyer sur elle pour légiférer sur la légalité de certains ingrédients.
La base légale pour la surveillance des cosmétiques aux États-Unis est la Loi fédérale sur les aliments, drogues et cosmétiques (FD & C Act), qui identifie les produits cosmétiques. On trouve dans la liste des hydratants pour la peau, des parfums, des rouges à lèvres, des vernis à ongles, des produits de maquillage pour les yeux et le visage, des shampooings, des vagues permanentes, des couleurs de cheveux, des dentifrices et des déodorants ainsi que tout matériau destiné à être utilisé comme composant d'un produit cosmétique.
En France, sont des cosmétiques les substances ou mélanges destinés à être mis en contact avec les parties superficielles du corps humain pour une action superficielle. Ainsi sont nommément exclus les aliments et les médicaments.
- les produits d'hygiène : démaquillant, dentifrice, déodorant, gel douche, gel nettoyant intime, savon, shampoing, bain de bouche
- les produits de soin visage : crème antirides, crème de jour, crème de nuit, crème hydratante, eau florale, gommage, lait, masque de beauté, baume à lèvres, tonique, sérums…
- les produits capillaires : après-shampooing, défrisant, gel, huile, laque, masque, teinture,
- les produits de maquillage : anti-cerne, autobronzant, ligneur (eyeliner), fard, fond de teint, khôl, mascara, poudre, produit pour blanchir la peau, rouge à lèvres, vernis à ongles
- les parfums : eau de Cologne, eau de toilette  parfum, eau de parfum
- les produits solaires : crèmes, huiles ou lotions après-soleil et solaires
- les produits pour le rasage et les produits dépilatoires : après-rasage, crème dépilatoire, mousse à raser
- les préparations pour bains et douches : bain moussant, huile de bain, sels de bain
- les produits de soin corps : huile, lait, gommage, crème pour les mains.

## Nature des effets indésirables

### Effet indésirable
Un effet indésirable est une réaction nocive pour la santé humaine résultant d'un usage normal du produit. Par exemple une rougeur sur la peau lors de l'application d'une crème.

### Effet indésirable grave
L'effet est dit grave s'il entraine une incapacité même temporaire, un handicap, une hospitalisation, un risque vital ou un décès.

### Mésusage
On appelle mésusage un emploi dans des conditions non prévues par le fabricant d'un produit ou au contraire formellement déclarées comme faisant partie des précautions particulières d'emploi. Par exemple du dentifrice dans l’œil ou un dépassement des doses raisonnablement prévisibles.

## Déclaration
La personne du métier qui reçoit l'information d'effet indésirable grave a obligation de déclarer à l'autorité compétente (l'ANSM en France) l'effet constaté. Cette obligation s'applique aux professionnels de santé, aux distributeurs, aux importateurs et aux fabricants. Dans la pratique, un institut de beauté ou un coiffeur se retournera vers son fournisseur qui se chargera de l'enregistrement.
Dans le cas d'un effet indésirable ou d'un mésusage, la déclaration est possible mais non obligatoire.
La déclaration inclus également les mesures de protection prises.